# اماره (فقه)
«اماره» ( گمان‌آور ) در فقه به نشانه‌ای گفته می‌شود که با وجود اینکه یقین‌آور نیست، اما دین آن را معتبر می‌داند و می‌توان براساس آن حکم شرعی یا واقعیت را حدس زد.
این نشانه‌ها دو نوع‌اند: بعضی برای فهمیدن حکم‌های دینی به‌کار می‌روند، مثل حرف راویان قابل‌اعتماد، و بعضی برای شناختن واقعیت‌ها، مثل تصرف کسی در یک خانه به‌عنوان نشانه مالک بودن او.
اماره ممکن است یا فقط برای راهنمایی باشد یا واقعاً به حکم درست برسد، ولی در هر حال اگر کسی براساس آن عمل کند، نزد خداوند معذور است.

## تعریف
اماره اصطلاحی در دانش فقه، به معنای دلایلی و روش‌هایی عقلایی هستند که شرع آن‌ها را تأیید کرده‌است.(دلیل ظنی معتبر تعریفی مختصر از اَماره است ) از اماره به عنوان طریق و دلیل ظنی معتبر از سوی شارع نیز یاد کرده‌اند.
اماره دلیلی است که مبنای حجیت‌اش بر این اساس است که از واقع دلالت و حکایت می‌کند و چون از واقع حکایت می‌کند مورد تأیید شرع و شارع قرار گرفته‌اند. در فقه و حقوق اماره، دلیلی است که از آن ظن حاصل می‌شود و می‌توان به وسیله این ظن، چیزی را ثابت کرد.

## تاریخچه
از نظر تاریخی این اصل همواره مورد نظر بوده‌است. با تأسیس علم اصول بحث از اماره نیز مطرح شده‌است چنان‌که ابوالحسن بصری معتزلی امارات و ظنون را مورد بررسی قرار داده است.

## تمایز اماره از دلیل و اصول
اماره یا نشانه گمان‌آور صرفاً باعث به وجود آمدن ظن می‌شود در حالیکه دلیل هم قطعیت و ظن را به دنبال دارد. اماره از طرف شارع با واقع سروکار دارد در حالیکه در اصل چنین نیست و اصول تنها برای برطرف شده حیرت بکار می‌روند. اماره بر اصول تقدم دارد یعنی حجیت و اعتبار اصول تا زمانی است که اماره‌ای در کار نباشد و با وجود اماره، نوبت به اصول نمی‌رسد. دلیل و اماره هر دو لوازم عقلی خود را اثبات می‌کنند در حالیکه در اصول چنین نیست. دلیل و اماره از دلائل به اصطلاح اجتهادی محسوب می‌شوند در حالیکه اصول، دلائل فقاهتی‌اند.

## انواع اماره
اماره انواع گوناگونی دارد. چنان‌که اماره را به اماره حکمی و اماره موضوعی، اماره تأسیسی، اماره شرعی تقسیم کرده‌اند.

### اماره حکمی
گاهی حکم و قانون برای انسان مجهول است و اماره به عنوان دلیلی است که ارائه طریق می‌کند. برای مثال وقتی که نمی‌دانیم حکمِ مال تلف شده قبل از آن که قبض صورت گیرد از آن مشتری است یا از آن فروشنده است، خبر واحد به عنوان اماره عمل می‌کند و طبق این اماره که «کل مبیع تلف قبل قبضه فهو من مال بایعه» بر این حکم می‌شود که مال تلف شده قبل از قبض، حکم اش از آن فروشنده است نه خریدار.

### اماره موضوعی
این امارات در موضوعات استفاده می‌شوند. این اماره در جایی است که جهل به موضع وجود دارد در حالیکه حکم آن معلوم است. مثلاً در جایی که شخصی بر خانه‌ای تصرف دارد در حالیکه تردید و شک دارد که آیا مالک آن خانه هست یا نه. شک و تردید در موضوعات جاری می‌شود و نه در قوانین و احکام. در اینجا با استفاده از قاعده ید و این که ید و تصرف اماره مالکیت است، شک و تردید رفع می‌شود.

## کاربردهای حقوقی
در حقوق، «اماره» یک فرض قانونی یا قضاوتی است که قاضی یا قانونگذار برای اثبات یک واقعیت می‌پذیرد، حتی اگر مدرک مستقیم نداشته باشیم  .
دو نوع اماره داریم: اماره قانونی (بر مبنای قانون مانند فرض مالکیت کسی که چیزی را در دست دارد) و اماره قضایی (نظرات قاضی بر اساس شرایط پرونده)  .
وقتی سند قطعی نیست، اماره به دادگاه کمک می‌کند نتیجه‌گیری کند و اگر نه سندی باشد و نه اماره‌ای، از قاعده‌هایی مانند اصل برائت استفاده می‌شود  .
اماره از جمله ادله اثبات دعوی به‌شمار می‌آید. طبق ماده ۱۲۵۸ قانون مدنی، اماره در کنار اسناد کتبی، اقرار، شهادت و قسم، به عنوان دلیلی برای اثبات دعوی محسوب شده‌است. در حقوق دو نوع اماره قضایی و اماره قانونی وجود دارد. اماره قضایی بر اساس اندیشه و تعقل است در حالیکه اماره قانونی بر اساس ظن است و لذا در تقابل میان آن‌ها، اماره قضایی مقدم است و ترجیح دارد.